# Trio à cordes no 1 de Beethoven
Pour les articles homonymes, voir Trio à cordes (homonymie).

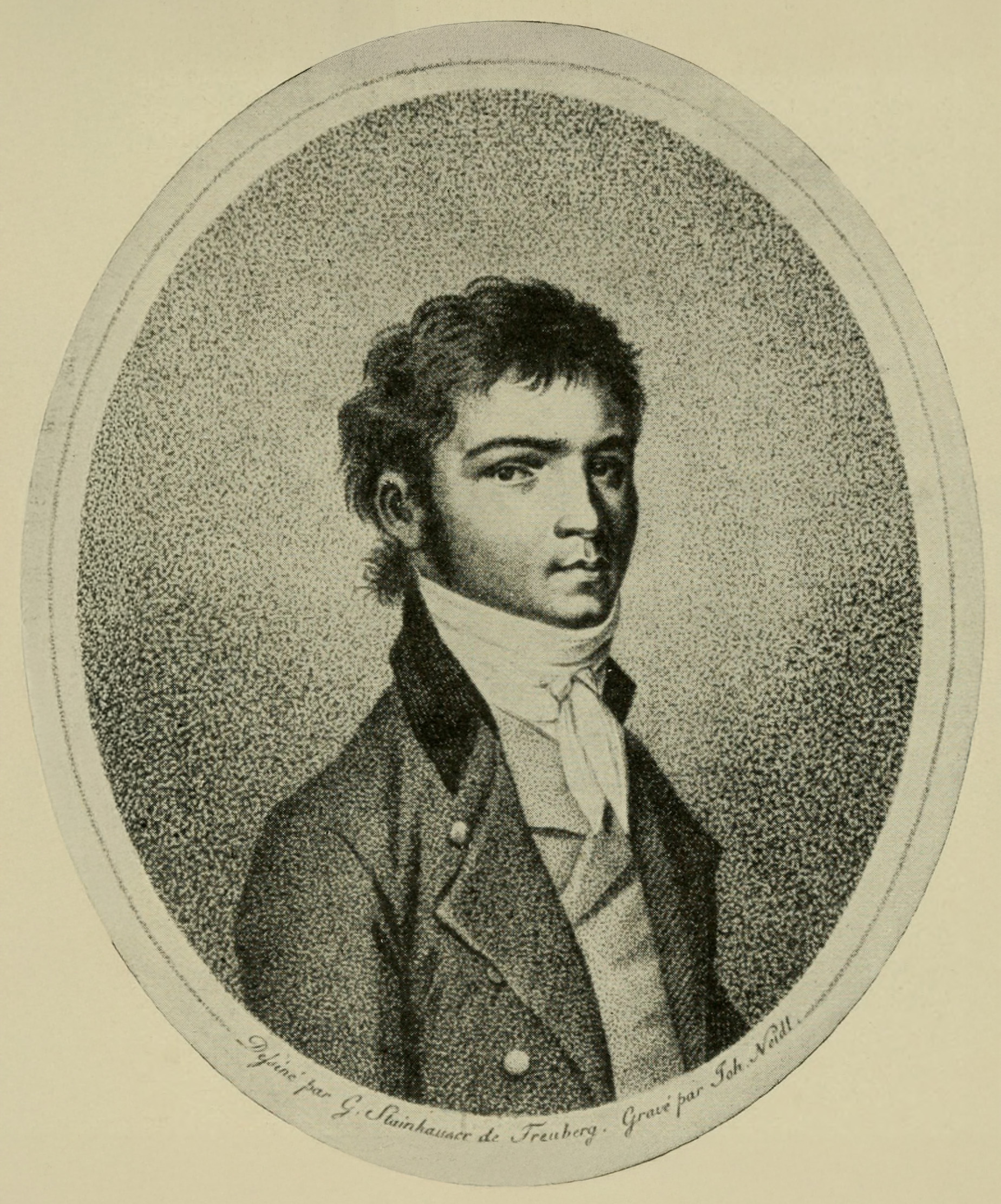
Ludwig van Beethoven, agé de vingt-six ans (1796).

Le Trio à cordes no 1 en mi bémol majeur opus 3 est un trio pour violon, alto et violoncelle de Beethoven. Composé en 1792 à Bonn, il fut complètement refondu en 1796 et dédié, à cette époque, à la Comtesse de Browne. Il fut publié en février 1797 chez Artaria (Vienne).
L’ensemble de cette œuvre vaut pour son ingénieuse diversité de rythmes et de textures, tout en possédant un caractère défini remarquable, même comparé aux aspects plus assurés des Trios avec piano nos  1, 2 et 3, des Sonates pour piano nos  1, 2 et 3, ou d’autres célèbres œuvres viennoises de jeunesse. 
Le Trio opus 3 et la Sérénade opus 8 sont, pourrait-on dire, des œuvres d’apprentissage pour l’artisan-compositeur en pleine maturation, aussi importantes comme précurseurs des autres œuvres qu’intrinsèquement, comme créations indépendantes.

## Composition et publication
En 1792, Beethoven, alors âgé de vingt et un ans, quitta Bonn pour Vienne, où il arriva à la mi-novembre. Là, s’étant arrangé pour étudier avec Joseph Haydn, il commença ses cours sur-le-champ, comme le révèlent ses règlements au compositeur aîné. Ces leçons officielles se poursuivirent jusqu’au départ de Haydn pour l’Angleterre, en janvier 1794, mais cet enseignement n’entendit apparemment jamais aider Beethoven dans ses nouvelles compositions, les seuls fruits dont nous disposons étant des améliorations apportées, sous une direction critique, à un certain nombre des œuvres antérieures (Bonn) du jeune compositeur. Quant aux études ultérieures de Beethoven auprès d’Albrechtsberger, lequel semble avoir remplacé de façon semi-officielle Haydn durant ses séjours à l’étranger, dans les années 1795, et peut-être de Salieri, elles ne portèrent manifestement pas sur la musique de chambre.
Beethoven semble avoir composé ses premières œuvres importantes pour trio à cordes assez indépendamment de ses maîtres — probablement pour s’auto-instruire dans ce qui était alors considéré comme un moyen d’expression musical « difficile ». Comme le Quintette à cordes no 1, ce trio aurait d'abord été un essai de quatuor pour répondre à la commande du comte Apponyi. On imaginer que l'œuvre fait l'économie, dans l'équilibre des voix, du second violon.
En 1807, Artaria publiera une sonate pour piano et violoncelle (opus 64) qui est un arrangement de ce trio mais dont Beethoven n'est pas l'auteur.

## Structure de l'œuvre
L'œuvre comporte six mouvements et dure environ quarante minutes :
1. Allegro con brio
2. Andante
3. Menuetto (allegretto)
4. Adagio
5. Menuetto (moderato)
6. Finale : Allegro

La structure en six mouvements de l’opus 3 est à rapprocher du Divertimento en mi bémol majeur pour trio à cordes, K. 563 de Mozart (alors publié depuis peu par Artaria, en 1792), où deux paires différentes de Menuetto et Trio flanquent un quatrième mouvement lent. Mais si Beethoven fut effectivement affecté par ce chef-d’œuvre antérieur, il semble plutôt avoir réagi, dans cette œuvre, à, et même contre, Mozart. Il fallut attendre la Sérénade en ré majeur, op. 8 pour que Beethoven choisît un style et un abord davantage apparentés au divertimento.

## Analyse
Le Trio en mi bémol majeur s’ouvre sur un effet hardi, quasi orchestral, qui combine syncope et accords répétés en un brusque premier sujet. Ce matériau initial fougueux et une grande partie du matériau plus léger de l’Allegro con brio (un tempo jugé rapide à l’époque) auraient été épineux pour des joueurs d’instruments à cordes ordinaires — surtout dans la tonalité de mi bémol, non considérée alors comme idéale pour les cordes. La « fausse reprise » prématurée, en fa mineur, anticipe la reprise de presque quarante mesures, étendant la section de développement au double environ de sa longueur prévisible, mais la précocité de l’agitation thématique compense ces proportions assez peu orthodoxes. 
L’Andante en si bémol majeur — sis dans une forme sonate plus standard — est curieusement bâti autour de douces anacrouses et de figures où les pauses paraissent presque aussi importantes que les notes jouées. Quoique le développement soit plus à la manière d’un mouvement de sonatine que de sonate, une touche délicieuse survient peu après la reprise, où le prolongement de l’ouverture par l’alto n’est plus doublé à l’octave par le violoniste, comme auparavant, mais accompagné d’expressives figures en déchant. Quelques mesures plus tard, dans la reprise, les rythmes sont habilement travestis pour créer l’illusion que les instrumentistes sont entraînés hors de la syncope, mais Beethoven développe simplement les schémas rythmiques pour eux-mêmes. Un procédé vaut d’être particulièrement noté, juste avant chaque double barre: l’ostinato anacroustique accentué dans la partie d’alto. Les caractéristiques de ce mouvement devaient demeurer les sceaux de Beethoven durant maintes années ; le groupe de quatre notes répétées avec insistance au début du mouvement peut être apparenté au motif de l′Allegro con brio de la Cinquième symphonie ; l'Andante semble aussi anticiper la Huitième symphonie, composée en 1812.
Les deux Menuetti, entendus chacun alternativement avec son Trio (le second Trio est, en réalité, simplement intitulé « minore »), exigent différents tempos (respectivement l’Allegretto ordinaire et le Moderato plus rapide). À chaque fois, le caractère plus insistant, voire légèrement militaire, du Menuetto est contrebalancé par le Trio plus léger — le « minore » semble finalement s’évanouir en des paroxysmes d’extase pour le violon solo ; loin de manquer d’esprit pratique, Beethoven fait en sorte que son soliste ait le temps de descendre de sa position élevée avant de devoir entamer soit la répétition, soit la reprise sur le Menuetto: Moderato.
L’Adagio en la bémol, ardent, recèle une fluidité expressive, les instruments échangeant les lignes de coloratura d’une manière des plus abouties. L’Adagio en la bémol de la Sonate pour piano no 5, ultérieure, habite un univers tout aussi expansif, pour un effet harmonique plus saisissant encore.
Le Finale : Allegro doit probablement un peu aux études contrapuntiques de Beethoven auprès d’Albrechtsberger. Il s’agit d’un mouvement contrapuntique plein d’esprit, de ce type emphatique qui demeurera une spécialité beethovénienne bien après que le compositeur eut cessé d’écrire des trios à cordes — le mouvement 4, orné du motif conducteur, du dernier quatuor à cordes (op. 135) procède un peu à l’identique, et l’on trouve également des exemples équivalents dans les dernières sonates pour piano. Ici, comme plus tard, le compositeur n’est manifestement pas du tout inquiet quand, parfois, le contrepoint strict doit parvenir à plus d’emphase encore, comme à partir de la mesure 199, où chaque ligne soliste participante entre tour à tour avec le même sujet en triolet; et ce qui ressemble à une fugue n’est, en réalité, que la même déclamation, amplifiée triplement par des répétitions à l’octave — autre sceau dont le compositeur faisait déjà montre à vingt-quatre ans.

## Sources
- Jean et Brigitte Massin, Ludwig van Beethoven, Fayard 1967.
- Stephen Daw, Notes pour l'enregistrement du Leopold String Trio, Hyperion Records 1998.
- Sous la dir. de François-René Tranchefort, Guide de la musique de chambre, Fayard 1989.